# ICJ Rep.
ICJ Rep. (auch ohne Punkt), teilweise auch ICJR, ist eine in der deutschsprachigen völkerrechtlichen Literatur verwendete Abkürzung für die Entscheidungssammlung des Internationalen Gerichtshofs (IGH).
Sie ist aus der amtlichen englischen Kurzbezeichnung I.C.J. Reports entwickelt worden, die für International Court of Justice – Reports of Judgments, Advisory opinions and Orders, deutsch Internationaler Gerichtshof – Berichte über Urteile, Gutachten und Beschlüsse, steht.
Jede Entscheidung des IGH wird nach ihrem Erlass in einem Heft/einer Lieferung veröffentlicht. Die gesammelten Entscheidungen für jedes Kalenderjahr werden zusammen mit einem Inhaltsverzeichnis in ein bis drei leinengebundenen Bänden zusammengefasst.
Die Entscheidungssammlung des IGH enthält neben einer englischen auch eine französische Textfassung. Im Französischen lautet die Abkürzung C.I.J. Recueil, was für Court Internationale de Justice – Recueil des arrêts, avis consultatifs et ordonnances steht.
Die Sammlung wurde mit den Ausgaben 1947–1948 begonnen, als ausnahmsweise ein gemeinsamer Band für zwei Jahre herausgegeben wurde. Seitdem wird jahrweise gezählt.
Die Verfahren vor dem IGH kennen keine Aktenzeichen. Die Fälle werden nach den Streitparteien und dem Streitgegenstand zitiert. Beispiel für ein Zitat in der deutschsprachigen Literatur:
IGH, Urteil vom 30. März 2023 – Islamische Republik Iran gegen Vereinigte Staaten von Amerika betreffend bestimmte iranische Vermögenswerte –, ICJ Rep. [oder: ICJR] 2023, 51.
Die veröffentlichten Entscheidungen sind auf der Website des Gerichtshofs unter cases, deutsch Rechtssachen, abrufbar.